# Rüdiger Bittner
Rüdiger Bittner (* 19. März 1945) ist ein deutscher Philosoph und seit 1991 Professor für Philosophie an der Universität Bielefeld. 

## Werdegang
Bittner studierte Philosophie, Germanistik und Politische Wissenschaft an den Universitäten Tübingen (1964–1966), FU Berlin (1966–1967), Heidelberg (1967–1970) und Harvard (1971–1972). 1970 promovierte er in Heidelberg mit einer Dissertation zu Kants Begriff der Dialektik und arbeitete danach als Wissenschaftlicher Assistent am Philosophischen Seminar in Heidelberg. 1979–1981 war er Dramaturg an den Basler Theatern. 1982 habilitierte er an der FU Berlin mit einer Arbeit über "Moralische Forderungen und eigene Gesetze" und war anschließend bis 1986 Lecturer am Department of Philosophy in Princeton. 1987–1988 übernahm er eine Professur für Philosophie an der Universität Hildesheim und von 1989 bis 1991 in Yale. Seit 1991 ist Bittner Professor für Philosophie an der Universität Bielefeld.

## Werk
In seinem 2001 erschienenen Werk Doing Things for Reasons vertritt Bittner die These, dass bei der Frage nach Handlungsgründen die Befragten Sachlagen als Antwort gäben und nicht, wie weit verbreitet behauptet wird, geistige Zustände. Also antwortet Anne bspw. auf die Frage, weswegen sie Peter gehauen hat, nicht "Weil ich mich in meiner Wut abreagieren musste und das Hauen meine situativ geeignetste Ausdrucksform war", sondern etwas wie "Der hat mich auch gehaun".